# Jewgienij Bariłowicz
Jewgienij Aleksiejewicz Bariłowicz (ros. Евгений Алексеевич Барилович, ur. 30 października 1932 w Moskwie, zm. 5 marca 2020 tamże) – radziecki oficer marynarki wojennej, dowódca okrętu podwodnego, Bohater Związku Radzieckiego (1979).

## Życiorys
Do 1948 skończył 7 klas szkoły w mieście Babuszkin (obecnie część Moskwy), a w 1951 szkołę wojskowo-morską w Saratowie. Od sierpnia 1951 służył w marynarce wojennej, w sierpniu 1955 ukończył uczelnię morską w Leningradzie (obecnie Petersburg) i został skierowany do okrętów podwodnych Floty Czarnomorskiej, gdzie od grudnia 1955 był pomocnikiem dowódcy kolejno kilku okrętów podwodnych. W lipcu 1965 ukończył wyższe specjalne kursy oficerskie marynarki wojennej w Leningradzie i we wrześniu 1965 został starszym pomocnikiem dowódcy okrętu podwodnego we Flocie Czarnomorskiej, a w maju 1966 dowódcą załogi okrętu podwodnego-badaczem w 19 Centrum Badań Głębinowych Ministerstwa Obrony ZSRR. Wielokrotnie kierował podmorskimi wyprawami w celu przetestowania nowego sprzętu podwodnego na głębokości do 6 tys. metrów. W listopadzie 1967 brał udział w testowaniu kompleksu głębinowego "Archipelag" holowanego przez łódź podwodną; 26 listopada 1967 podczas awaryjnego wynurzania się i ewakuacji załogi doznał poważnego uszkodzenia lewego oka i oparzeń dróg oddechowych. W kwietniu 1971 został zastępcą szefa I Zarządu 19 Centrum Badań Głębinowych Ministerstwa Obrony ZSRR, w sierpniu 1985 w stopniu kapitana I rangi zakończył służbę wojskową. Później pracował w zakładach elektromechanicznych Ministerstwa Przemysłu Radiowego ZSRR.

## Odznaczenia
- Złota Gwiazda Bohatera Związku Radzieckiego (10 stycznia 1979)
- Order Lenina (10 stycznia 1979)
- Order Czerwonego Sztandaru (19 marca 1973)
- Medal „Za zasługi bojowe” (14 maja 1970)